# NGC 3115
NGC 3115 (còn có tên khác là Thiên hà Con Suốt hay Caldwell 53) là tên của một thiên hà hình hạt đậu nằm trong chòm sao Lục Phân Nghi. Thiên hà này được nhà thiên văn học người Anh gốc Đức William Herschel vào ngày 22 tháng 2 năm 1787. Nó cách Trái Đất của chúng ta khoảng 32 triệu năm ánh sáng và to hơn Ngân Hà của chúng ta vài lần. Sở dĩ nó là thiên hà hình hạt đậu loại S0 bởi vì nó có một cái đĩa thiên hà, điểm phình ở trung tâm và điểm phình này là toàn những ngôi sao. Điều bất thường là không phát hiện ra cách nhánh xoắn ốc. NGC 3115 được quan sát gần như là chính xác nhưng lại bị phân loại sai là thiên hà elip. Có một số suy đoán rằng khi thiên thể này còn trẻ là một chuẩn tinh.
NGC 3115 khi còn trẻ đã tiêu thụ phần lớn khí trong đĩa bồi tụ của chính nó, do vậy việc hình thành sao mới trong thiên hà này dường như là không có. Do vậy, các ngôi sao hiện tại của nó đều là những ngôi sao rất già.

## Lỗ đen
Năm 1992, John Kormendy của đại học Hawaii và Douglas Richstone của đại học Michigan đã phát biểu rằng cái được quan sát ở trong thiên là là một lỗ đen siêu khối lượng. Dựa trên vận tốc quỹ đạo của những ngôi sao ngay tại vùng trung tâm của nó, khối lượng của lỗ đen ấy được xác định là xấp xỉ một tỉ tỉ lần khối lượng mặt trời. Thiên hà này hầu như chỉ toàn những ngôi sao già và có ít hoặc hầunhu7 không có bất kì hoạt động nào. Cũng như lỗ đen của nó cũng đã ngừng phát triển.